# 王添
王添（？—1479年），字天锡，明朝靖远伯。北直隶束鹿县人，王骥之孙，王瑺之子。
成化八年（1472年）王添袭父王瑺爵，为靖远伯。成化十五年（1479）八月甲申朔癸巳，靖远伯王添卒，明宪宗赐葬祭如例，子王宪嗣位。《明史》将嘉善公主的驸马误记为王添，实际上嘉善公主的驸马王增，是王骥仲子王珩之子，王添的堂兄弟。驸马都尉王增和靖远伯王添曾经一起到国子监读书习礼。